# Полівода
Полівода («аномальна вода», «модифікована вода», «надщільна вода», «полімеризована вода», «вода II») — гіпотетична полімеризована форма  води, яка може утворитися за рахунок  поверхневих явищ і має унікальні фізичні властивості. Активне вивчення феномену «поліводи» відбувалося в 1960-х — початку 1970-х років. Результати початкових експериментів були невідтворювані; самі їх автори в 1973 році і багато інших вчених опублікували їх спростування. Незвичайні властивості, притаманні «поліводі», як виявилося були викликані домішками  силікатів. Сучасні «дослідження» «поліводи» часто розглядаються як приклад  псевдонауки.

## Властивості
Модифікована або аномальна вода, за вихідними твердженнями її дослідників, проявляла дивовижні властивості. За консистенцією полівода нагадувала сироп і її в'язкість перевищувала в 15 разів в'язкість нормальної води. Рідина замерзала в інтервалі температур від −30° до −60 °C. Температура кипіння поліводи перебувала в інтервалі від 150 °C до 250 °C. Спостережена щільність — від 1,1 до 1,4 г/см³ (щільність нормальної води — 1,0 г/см³). Модифікована вода утворювалася не більше ніж в 30-40% досліджуваних капілярів з діаметром не більше 0,1 мм, що дуже ускладнювало експерименти.

### Історія питання
- Polywater, sociology of an artifact // Social Science Information. — 1993. — 1 December. — P. 643–667. — DOI 10.1177/053901893032004005.
- Bibliometrics of a controversial scientific literature: Polywater research, 1962–1974[недоступне посилання з 30.11.2019 — історія] / E. Ackermann // Scientometrics. — 2005. — Vol. 63, iss. 3. — P. 189–208.
- 10 заблуждений науки / Б. Козловский, А. Торгашев // Русский репортёр. — 2008. — № 45 (75) (26 ноября).
- The Curious Case of Polywater : In the 1960s, scientists discovered a new form of water. How did they get it so wrong? / Joseph Stromberg // Slate.com. — 2013. — 7 November.